# الصراخ في السماء (فلم)
الصراخ في السماء (بالإنجليزية: Yelling to the Sky)، هُو فيلم دراما أمريكي صدر سنة 2011 وأخرجته فيكتوريا ماهوني.

## وصلات خارجية
- Yelling to the Sky  في قاعدة بيانات الأفلام على الإنترنت (بالإنجليزية)
- Yelling to the Sky على موقع أول موفي.
- Yelling to the Sky في روتن توميتوز.